# Sal Mineo
Sal Mineo, all'anagrafe Salvatore Mineo Jr. (New York, 10 gennaio 1939 – West Hollywood, 12 febbraio 1976), è stato un attore, cantante e regista teatrale statunitense di origini italiane.

## Biografia
Mineo nacque nel Bronx, borough di New York, nella zona di Olinville, il 10 gennaio 1939, terzo figlio di Salvatore Mineo, un costruttore di bare siciliano di Spadafora, e di Josephine Alvisi, una statunitense figlia a sua volta di immigrati italiani, campani di Sala Consilina; aveva i fratelli Victor e Michael, e la sorella minore Sarina. Trascorse un'infanzia povera e burrascosa. Spinto dalla madre, Sal iniziò in giovane età a studiare danza e recitazione ed esordì sulle scene teatrali ancora bambino, distinguendosi nel dramma La rosa tatuata (1951), di Tennessee Williams e nel musical The King and I, interpretato dal 1951 al 1954 a Broadway, dove ricoprì il ruolo del principino, accanto a Yul Brynner e Gertrude Lawrence.
Dopo diverse apparizioni televisive e alcuni ruoli minori sul grande schermo, tra cui La rapina del secolo (1955), di Joseph Pevney, Mineo ottenne un grande successo personale nel film Gioventù bruciata (1955), di Nicholas Ray, nel quale interpretò John Crawford, detto Plato, un adolescente sensibile cresciuto senza l'appoggio di una vera famiglia e afflitto da forti problemi comportamentali. Il suo personaggio si lega nel film con quello di Jim Stark (interpretato da James Dean), nel quale Plato trova la figura paterna sempre mancatagli. Mineo instaurerà con Dean un buon rapporto non solo professionale, ma anche una forte amicizia, formando un binomio che venne idolatrato da un'intera generazione di giovani spettatori. L'interpretazione in Gioventù bruciata consentì a Mineo di raggiungere la fama e una vasta popolarità nonché nel 1956 di ottenere una candidatura all'Oscar come miglior attore non protagonista, e di comprare per la propria famiglia del Bronx una villa nel tranquillo comune di Mamaroneck. La seconda candidatura all'Oscar giunse pochi anni più tardi per l'interpretazione di un ruolo del tutto diverso, quello di un guerrigliero israeliano in Exodus (1961), di Otto Preminger, accanto a Paul Newman, interpretazione per la quale vinse invece il Golden Globe per il miglior attore non protagonista nel 1961.

Mineo recitò nuovamente accanto a James Dean, interpretando un ragazzo messicano, nel kolossal Il gigante (1956), capolavoro cinematografico di George Stevens con Rock Hudson ed Elizabeth Taylor, nonché ultimo film di Dean prima della sua scomparsa. Nel 1957 Mineo fece una breve incursione nella musica pop, registrando alcune canzoni e un album. Il più popolare dei motivi, Start Movin (In My Direction), raggiunse la posizione numero 9 su Billboard 's Pop Chart, con oltre un milione di copie vendute e un disco d'oro. Nel 1956 si segnalò per la sua partecipazione al film Delitto nella strada di Don Siegel, accanto a James Whitmore. Nel 1959 interpretò il ruolo del batterista jazz Gene Krupa nel biografico Ritmo diabolico (1959) di Don Weis.

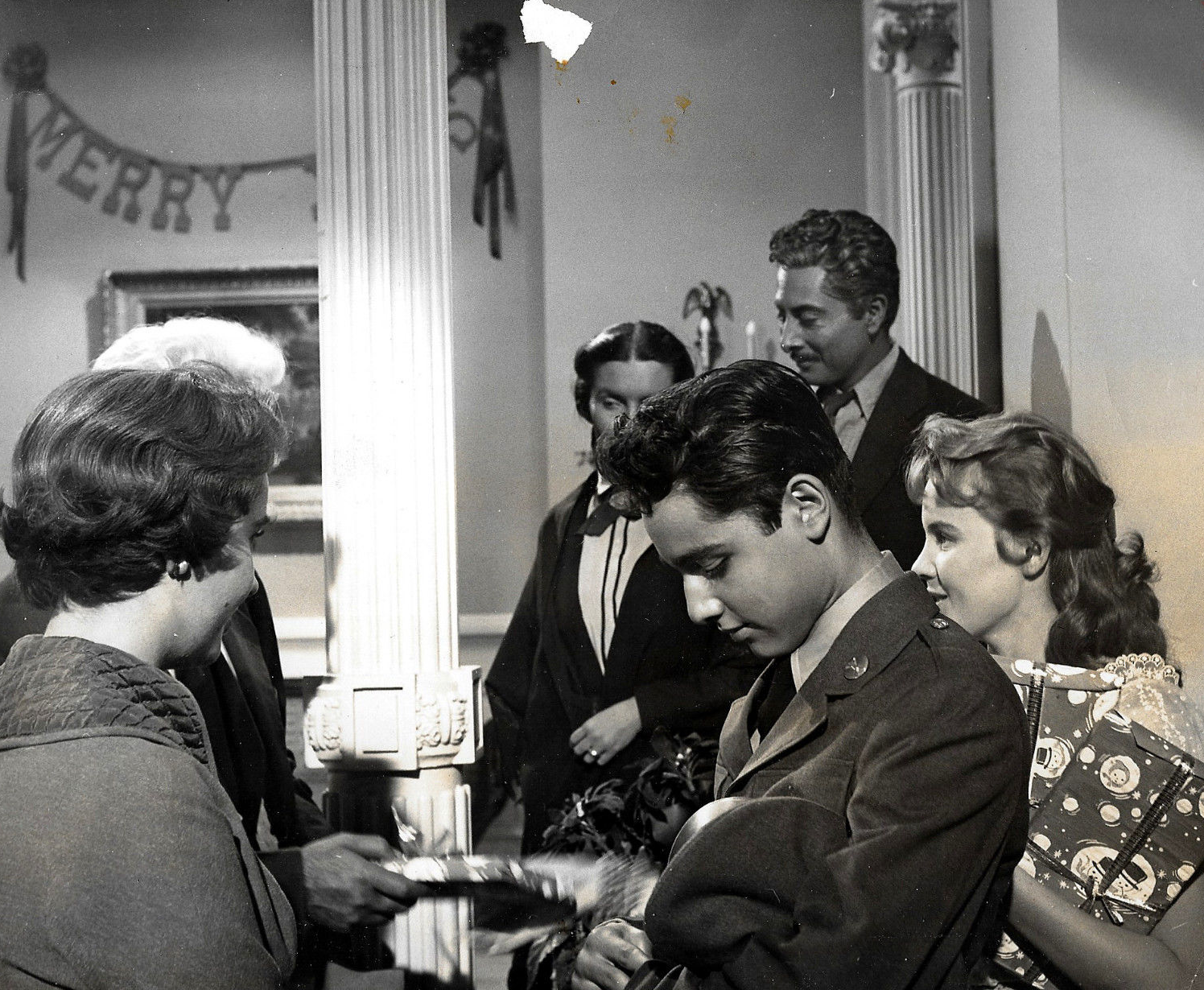
Mineo con Carroll Baker nel 1956 in una foto di scena di Il gigante di George Stevens

Durante gli anni sessanta, con l'avvicinarsi della maturità, la carriera cinematografica di Mineo iniziò a declinare e i personaggi da lui interpretati continuarono spesso a replicare il modello di giovane disadattato e turbato con cui il pubblico identificava l'attore sin dai tempi di Gioventù bruciata, complice il suo aspetto di eterno adolescente stile anni cinquanta, timido, contorto, represso, dai lineamenti da ragazzino e dallo sguardo malinconico. Di questo periodo (caratterizzato anche da una diminuzione delle finanze, tanto che dovette vendere la villa comprata ai familiari e sistemarli in un appartamento, sempre a Mamaroneck), si segnalano il provino per Lawrence d'Arabia (ruolo poi andato a Peter O'Toole) e le sue partecipazioni a film di vario genere, quali Fuga da Zahrain (1962), di Ronald Neame, Il grande sentiero (1964), di John Ford e Krakatoa, est di Giava (1969), di Bernard L. Kowalski, ove interpreta il coraggioso figlio di Rossano Brazzi. La sua ultima apparizione sul grande schermo fu in Fuga dal pianeta delle scimmie (1971), di Don Taylor.

### La morte
Verso la metà degli anni settanta la carriera di Mineo riprese slancio grazie alla televisione e soprattutto al teatro. L'attore interpretò infatti il ruolo del ladro omosessuale nella pièce P.S. Your Cat Is Dead! (P.S. Il tuo gatto è morto!), ottenendo recensioni lusinghiere e un notevole ritorno pubblicitario. Dopo una serie di rappresentazioni a San Francisco, Mineo si spostò a Los Angeles per una nuova tournée dello spettacolo e prese alloggio in un appartamento nella zona di West Hollywood. La sera di giovedì 12 febbraio 1976, al ritorno con la sua automobile Chevrolet Chevette da una prova generale, dopo aver parcheggiato nel vicolo dietro la sua abitazione venne assassinato con una coltellata. L'attore trentasettenne fu colpito una sola volta, ma la lama del coltello gli centrò il cuore, provocando una conseguente e fatale emorragia interna; riuscì comunque a gridare aiuto, e alcuni vicini accorsero, vedendo fuggire a loro dire un uomo bianco dai capelli lunghi castani. La salma venne portata a New York e poi a Mamaroneck, dove martedì 17 si tenne il funerale nella chiesa della Santissima Trinità, officiato dal sacerdote italoamericano Gerard J. DiSenso. La salma dell'attore venne sepolta al Gate of Heaven Cemetery a Hawthorne.
Secondo i biografi Warren Johansson e William A. Percy, Sal Mineo fu assassinato in circostanze che potrebbero ricondurre a un movente omofobo. Nonostante una pubblicizzata relazione con l'attrice Jill Haworth, sua partner in Exodus, in un'intervista del 1972 Mineo fu tra i primi attori hollywoodiani a non nascondere il proprio orientamento sessuale, dichiarando pubblicamente di essere bisessuale, e — secondo alcune note biografiche — avrebbe intrattenuto relazioni esclusivamente omosessuali nei suoi ultimi anni di vita.
Le indagini portarono all'arresto di Lionel Ray Williams, un riccioluto fattorino meticcio che consegnava pizze a domicilio il quale si vantava in giro di avere ucciso Mineo, anche se contrariamente alle testimonianze era di pelle scura. Interrogato, sostenne di non avere idea di chi fosse Mineo, ma venne trovata una sua foto con i capelli lunghi allisciati e tinti di castano, e la moglie affermò che era tornato a casa sporco di sangue la sera del delitto. Nel marzo 1979 la giudice Bonnie Lee Martin lo condannò a 57 anni di carcere per l'omicidio dell'attore, oltre che per aver commesso una decina di rapine nella stessa zona. Williams venne rilasciato sulla parola nei primi anni novanta, ma fu imprigionato nuovamente per successivi reati. Il movente dell'assassinio di Mineo rimase oscuro, dato che l'attore non venne derubato; tra le ipotesi, quella che il delitto fosse legato al consumo di droghe, di cui Mineo era dipendente.

## Filmografia

### Cinema
- La rapina del secolo (Six Bridges to Cross), regia di Joseph Pevney (1955)
- Gioventù bruciata (Rebel Without a Cause), regia di Nicholas Ray (1955)
- La guerra privata del maggiore Benson (The Private War of Major Benson), regia di Jerry Hopper (1955)
- Il gigante (Giant), regia di George Stevens (1955)
- Lassù qualcuno mi ama (Somebody Up There Likes Me), regia di Robert Wise (1956)
- Delitto nella strada (Crime in the Streets), regia di Don Siegel (1956)
- Gli indiavolati (Rock, Pretty Baby), regia di Richard Bartlett (1956)
- Dino, regia di Thomas Carr (1957)
- I forti non piangono (The Young Don't Cry), regia di Alfred L. Werker (1957)
- L'ultima battaglia del generale Custer (Tonka), regia di Lewis R. Foster (1958)
- Ritmo diabolico (The Gene Krupa Story), regia di Don Weis (1959)
- La moglie sconosciuta (A Private's Affair), regia di Raoul Walsh (1959)
- Exodus, regia di Otto Preminger (1960)
- Cry Vengeance!, regia di Franklin J. Schaffner (1961) - film Tv
- Il giorno più lungo (The Longest Day), regia di Ken Annakin, Andrew Marton, Bernhard Wicki e Darryl F. Zanuck (1962)
- Fuga da Zahrain (Escape from Zahrain), regia di Ronald Neame (1962)
- Il grande sentiero (Cheyenne Autumn), regia di John Ford (1964)
- La più grande storia mai raccontata (The Greatest Story Ever Told), regia di George Stevens (1965)
- Il sadico (Who Killed Teddy Bear), regia di Joseph Cates (1965)
- I giorni della paura (The Dangerous Days of Kiowa Jones), regia di Alex March (1967) - film tv
- Straniero (Stranger on the Run), regia di Don Siegel (1967) - film tv
- Krakatoa, est di Giava (Krakatoa, East of Java), regia di Bernard L. Kowalski (1969)
- 80 Steps to Jonah, regia di Gerd Oswald (1969)
- Sfida sulla pista di fuoco (The Challengers), regia di Leslie H. Martinson (1970) - film tv
- Fuga dal pianeta delle scimmie (Escape From the Planet of the Apes), regia di Don Taylor (1971)
- In Search of America, regia di Paul Bogart (1971) - film Tv
- How to Steal an Airplane, regia di Leslie H. Martinson (1971) - film Tv
- The Family Rico, regia di Paul Wendkos (1972) - film Tv
- Sonic Boom (1974) (cortometraggio)

### Televisione
- Omnibus – serie TV, episodi 2x10-4x02 (1953-1955)
- I segreti della metropoli (Big Town) – serie TV, episodio 6x04 (1955)
- The Philco Television Playhouse – serie TV, episodio 8x07 (1955)
- Studio One – serie TV, episodio 8x16 (1956)
- Screen Directors Playhouse – serie TV, episodio 1x26 (1956)
- The Alcoa Hour – serie TV, episodio 1x18 (1956)
- Climax! – serie TV, episodio 3x01 (1956)
- Kraft Television Theatre – serie TV, episodi 10x32-11x02 (1957)
- The DuPont Show of the Month – serie TV, episodio 1x06 (1958)
- Pursuit – serie TV, episodio 1x01 (1958)
- The Ann Sothern Show – serie TV, episodio 2x05 (1959)
- The DuPont Show of the Week – serie TV, episodio 1x24 (1962)
- The Greatest Show on Earth – serie TV, episodio 1x06 (1963)
- Il dottor Kildare (Dr. Kildare) – serie TV, episodio 3x25 (1964)
- The Crisis – serie TV, episodio 2x01 (1964)
- The Patty Duke Show – serie TV, episodio 2x19 (1965)
- La legge di Burke (Burke's Law) – serie TV, episodio 2x29 (1965)
- Mona McCluskey – serie TV, episodio 1x18 (1966)
- I giorni di Bryan (Run for Your Life) – serie TV, episodi 1x23-1x24 (1966)
- Court Martial – serie TV, episodio x03 (1966)
- Combat! – serie TV, episodi 3x06-4x21-5x04 (1964-1966)
- Polvere di stelle (Bob Hope Presents the Chrysler Theatre) – serie TV (1967)
- Reporter alla ribalta (The Name of the Game) – serie TV, episodi 2x02-3x01 (1969-1970)
- Missione impossibile (Mission: Impossible) – serie TV, episodio 5x02 (1970)
- Io e i miei tre figli (My Three Sons) – serie TV, episodio 11x14 (1971)
- L'immortale (The Immortal) – serie TV, episodio 1x14 (1971)
- Dan August – serie TV, episodio 1x18 (1971)
- Griff – serie TV, episodio 1x05 (1973)
- Tenafly – serie TV, episodio 1x04 (1974)
- Hawaii Squadra Cinque Zero (Hawaii Five-O) – serie TV, episodi 1x03-7x21 (1968-1975)
- Harry O – serie TV, episodi 1x0-1x21 (1973-1975)
- S.W.A.T. – serie TV, episodi 1x02-2x01-2x02 (1975)
- Colombo (Columbo) – serie TV, episodio 5x03 (1975)
- Sulle strade della California (Police Story) – serie TV, episodi 1x17-3x07 (1974-1975)
- Ellery Queen – serie TV, episodio 1x15 (1976)
- Joe Forrester – serie TV, episodio 1x15 (1976)

## Teatro

### Regista
- Fortune and Men's Eyes di John Herbert. Coronet Theatre di Los Angeles (1969), Stage 73 dell'Off-Broadway (1970)
- The Children's Mass di Frederick Combs. Lucille Lortel Theatre dell'Off-Broadway (1973)

### Attore
- La rosa tatuata di Tennessee Williams, regia di Daniel Mann. Martin Beck Theatre di Broadway (1951)
- The King and I, libretto di Oscar Hammerstein II, colonna sonora di Richard Rodgers, regia di John William Van Druten. St. James Theatre di Broadway (1951)
- Dinosaur Wharf di Joel Wyman, regia di Terese Hayden. National Theatre di Broadway (1951)
- Something About a Soldier di Ernest Kinoy, regia di Dore Schary. Ambassador Theatre di Broadway (1963)
- P.S. Your Cat is Dead di James Kirkwood Jr., regia di Richard Barr. Montgomery Playhouse di San Francisco (1976)

## Riconoscimenti
- Premio Oscar
  - 1956 – Candidatura al miglior attore non protagonista per Gioventù bruciata
  - 1961 – Candidatura al miglior attore non protagonista per Exodus

- Golden Globe
  - 1961 – Miglior attore non protagonista per Exodus

- Premio Emmy
  - 1957 – Candidatura al miglior attore protagonista in una miniserie o film per la televisione per Studio One

## Onorificenze
- Young Hollywood Hall of Fame (1950's)

## Doppiatori italiani
- Massimo Turci in La rapina del secolo, Gioventù bruciata, Il gigante, Lassù qualcuno mi ama, Delitto nella strada, Gli indiavolati, Dino, L'ultima battaglia del generale Custer, La moglie sconosciuta, Exodus, Fuga da Zahrain, La più grande storia mai raccontata, Krakatoa, est di Giava
- Aleardo Ward in Il giorno più lungo
- Glauco Onorato in Fuga dal pianeta delle scimmie
- Sergio Di Giulio in Colombo
- Luciano Marchitiello in Ellery Queen